# NGC 702
NGC 702 = Arp 75 ist eine Balken-Spiralgalaxie vom Hubble-Typ SB(n)bc pec im Sternbild Walfisch am Südsternhimmel. Sie ist rund 474 Millionen Lichtjahre von der Milchstraße entfernt und hat einen Durchmesser von etwa 165.000 Lichtjahren. Halton Arp gliederte seinen Katalog ungewöhnlicher Galaxien nach rein morphologischen Kriterien in Gruppen. Diese Galaxie gehört zu der Klasse Spiralgalaxien mit einem kleinen Begleiter hoher Flächenhelligkeit auf einem Arm (Arp-Katalog).
Entdeckt wurde die Galaxie am 20. September 1784 von William Herschel.

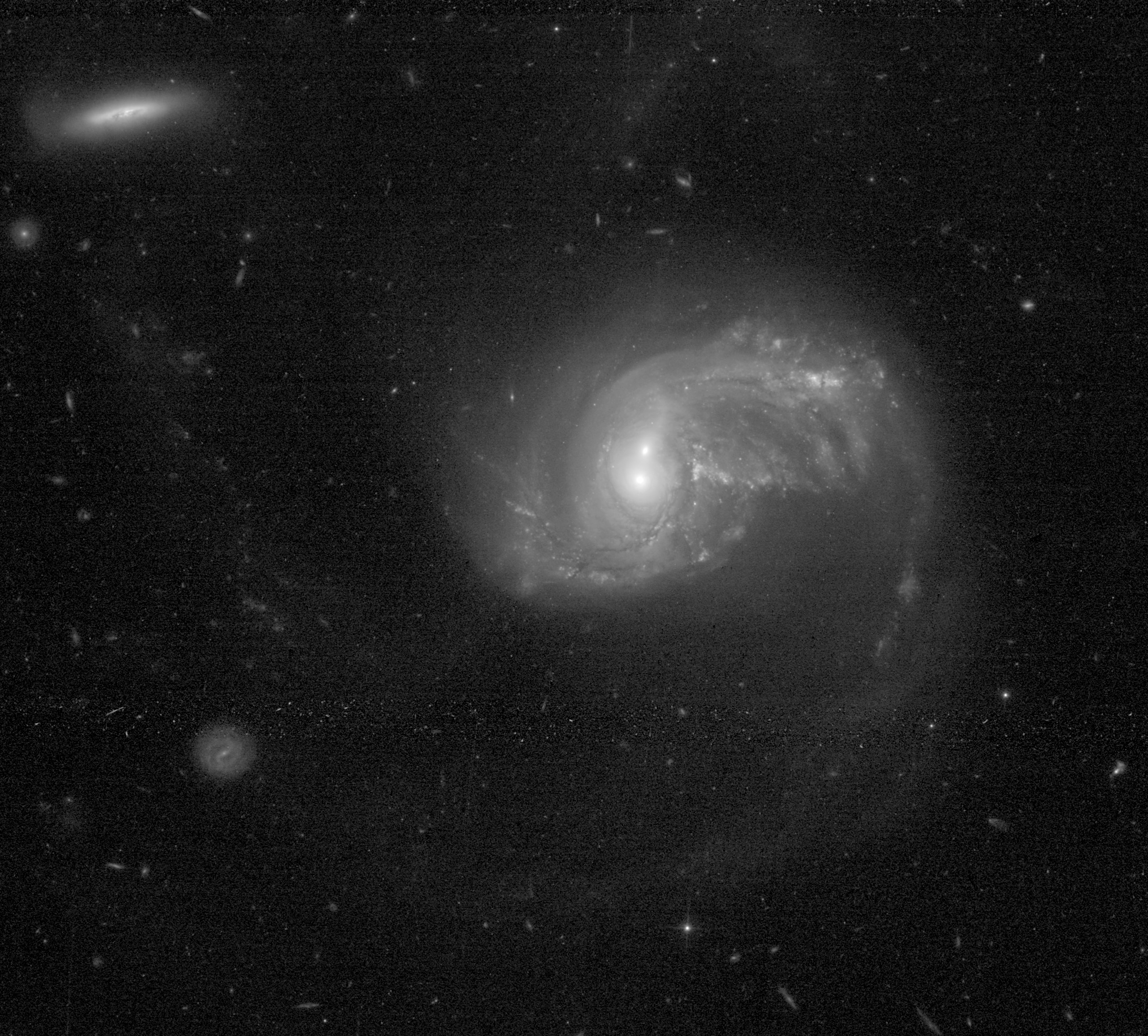
Aufnahme mithilfe des Hubble-Weltraumteleskops